# Zasennikowate

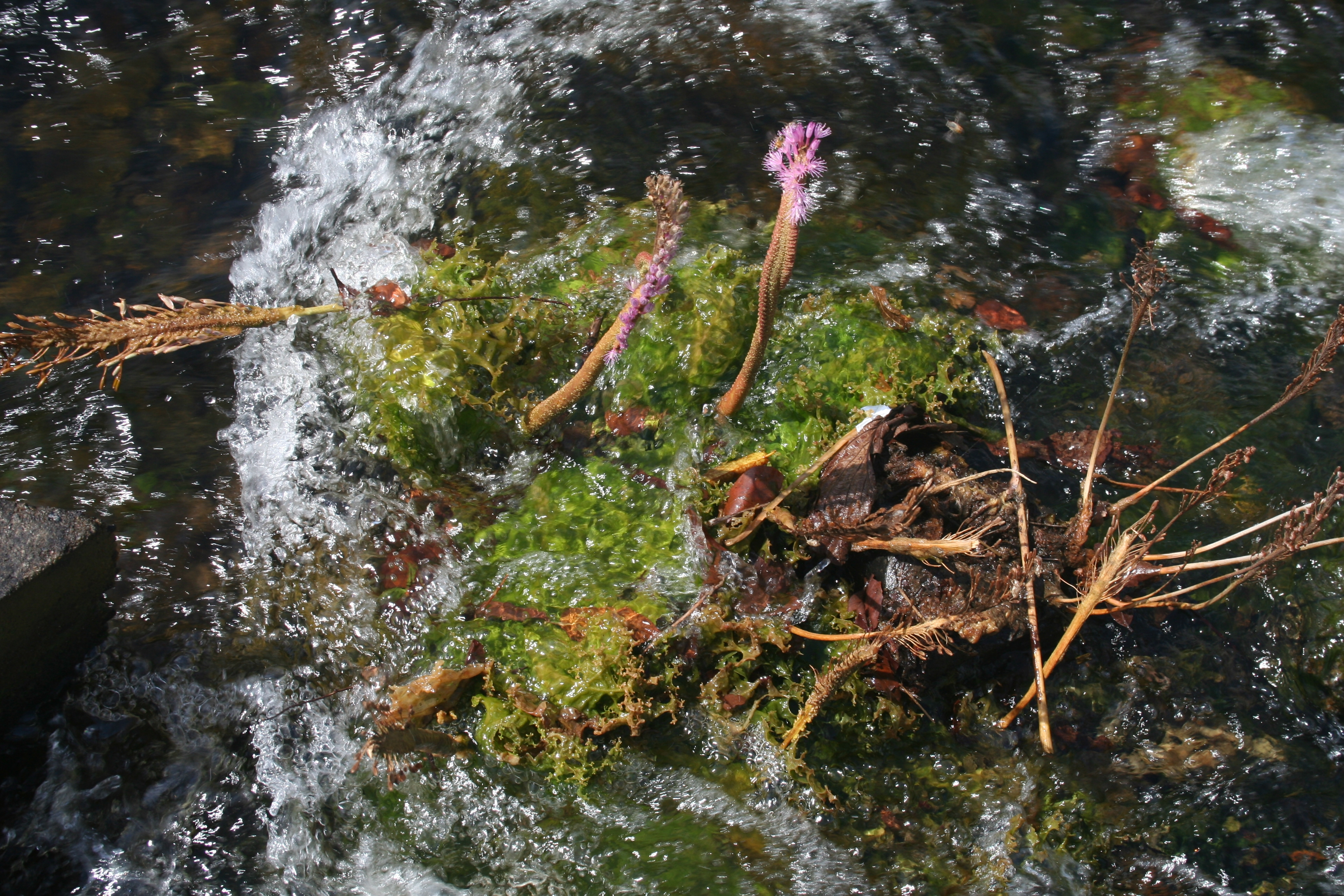
Mourera fluviatilis

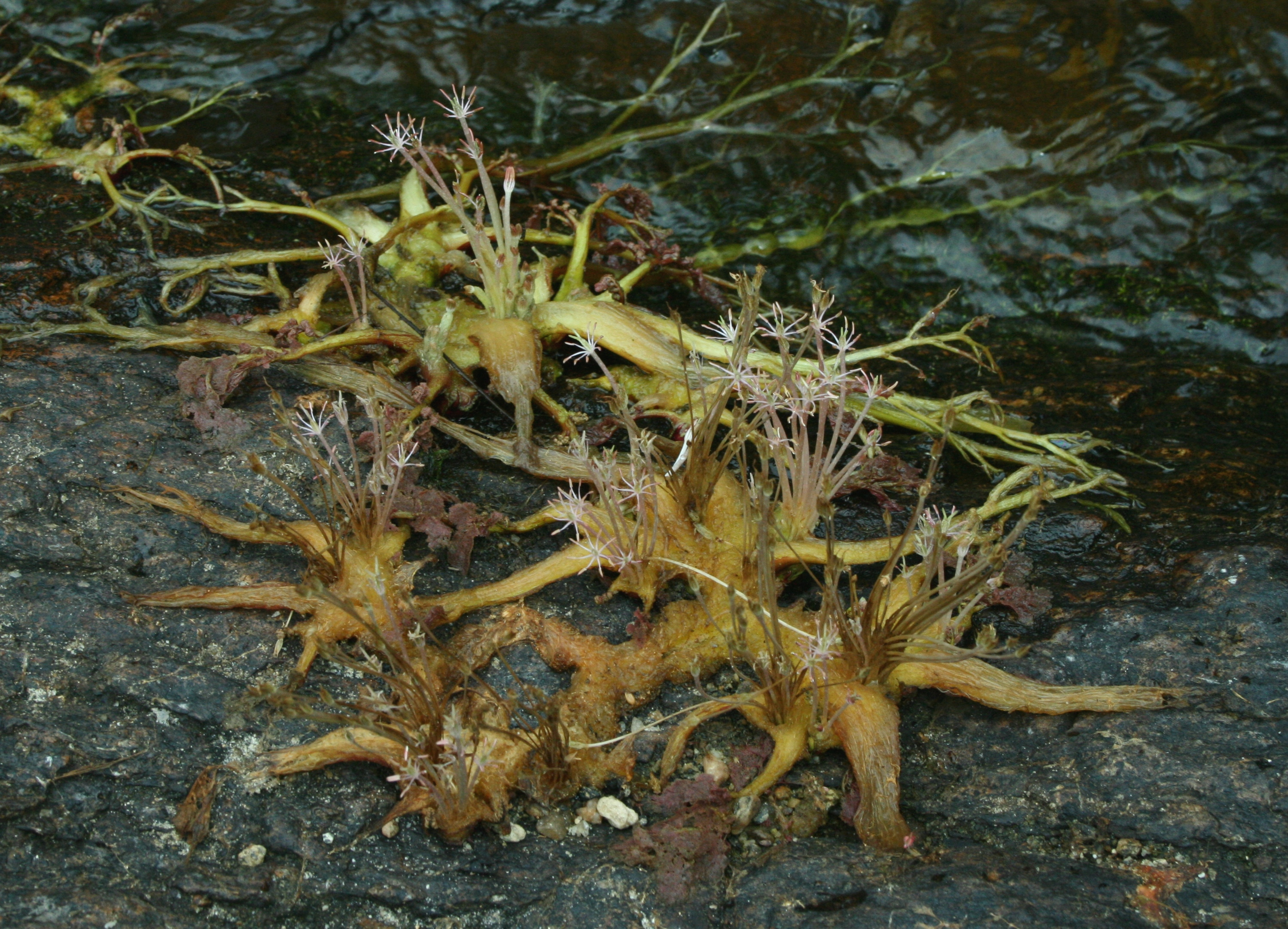
Pokrój Apinagia longifolia

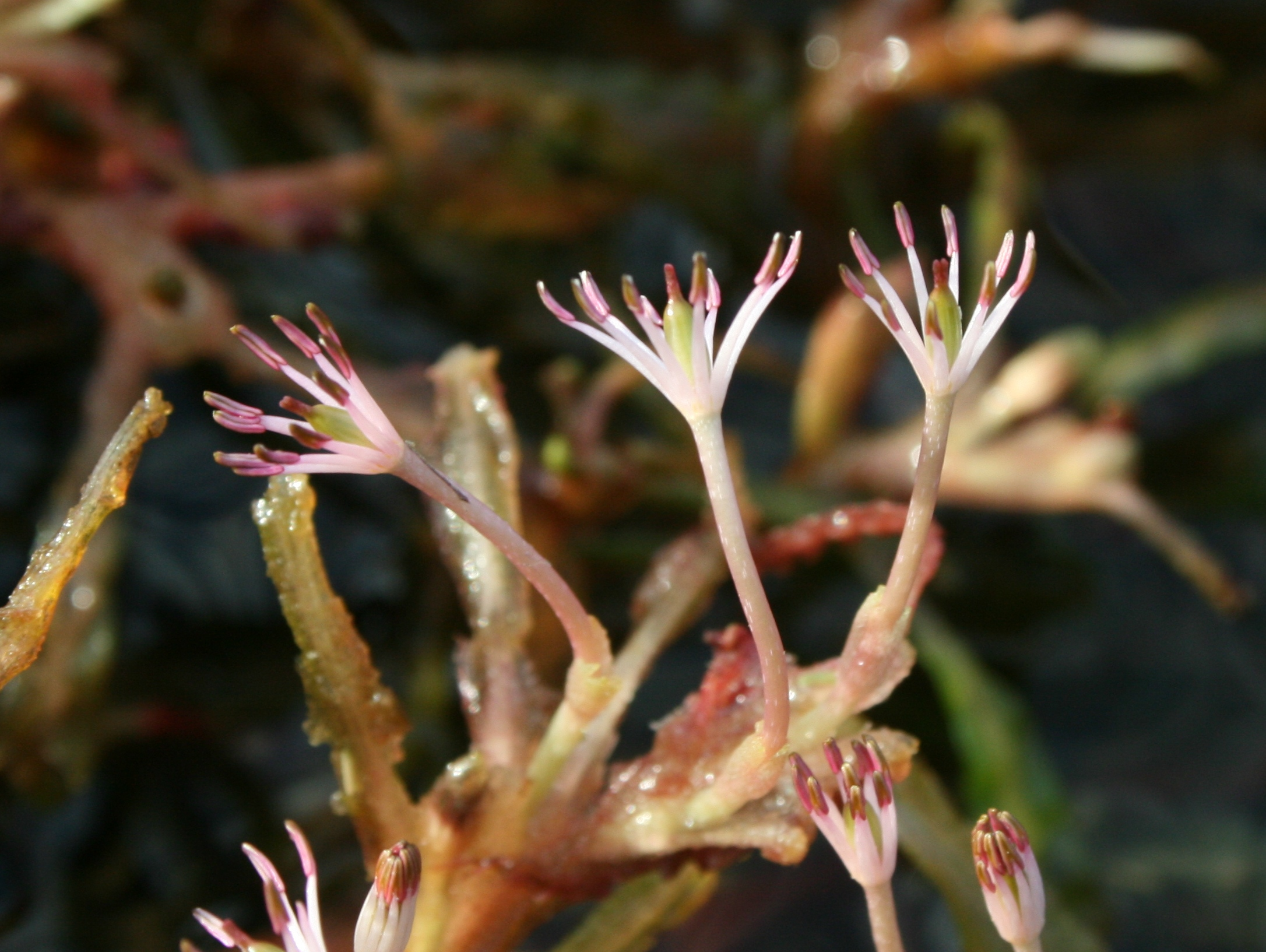
Kwiaty Apinagia longifolia

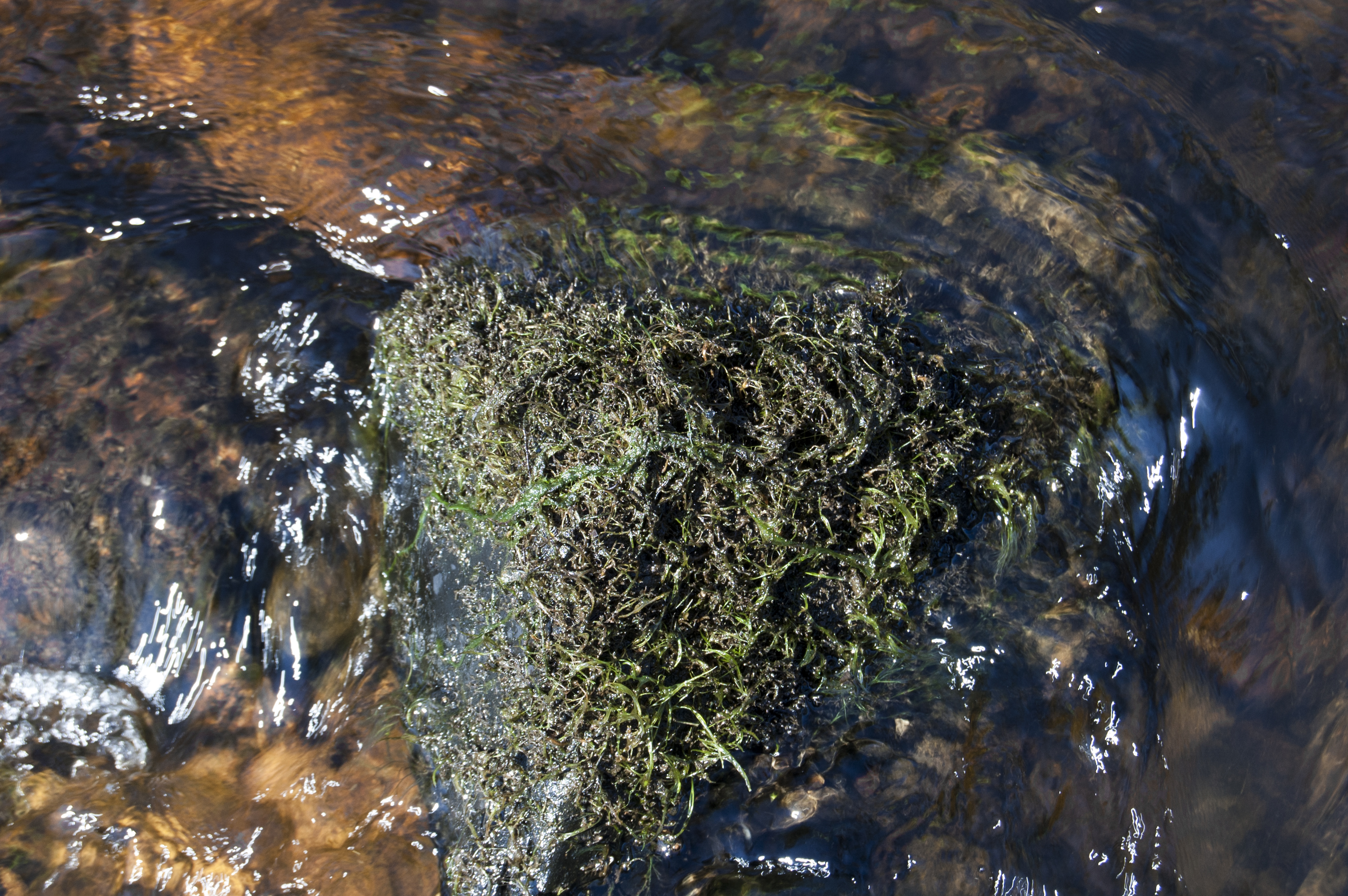
Podostemum ceratophyllum

Zasennikowate (Podostemaceae ) – rodzina roślin wodnych (hydrofitów) z rzędu malpigiowców o oryginalnym wyglądzie, przypominającym wątrobowce, mchy lub glony. Ze względu na przystosowanie do życia w wartkim nurcie rzek budowa ich jest bardzo uproszczona co było powodem długotrwałych dyskusji nad pozycją taksonomiczną przedstawicieli tej rodziny. Do zasennikowatych należy 48 rodzajów roślin grupowanych w trzy podrodziny i liczących ok. 270 gatunków. Występują one na obszarach tropikalnych i w ciepłym klimacie umiarkowanym. 

## Systematyka
Pozycja systematyczna według APweb (aktualizowany system APG IV z 2016)
Rodzina siostrzana dla dziurawcowatych (Hypericaceae), blisko spokrewniona z gumiakowatymi (Calophyllaceae) w obrębie rzędu malpigiowców (Malpighiales).
|  | Ctenolophonaceae                                                                                       |
|  | |
|  | \| \| Erythroxylaceae – krasnodrzewowate \| \| \| \| \| \| Rhizophoraceae – korzeniarowate \| \| \| \| |
|  | |
|  | Erythroxylaceae – krasnodrzewowate                                                                     |
|  | |
|  | Rhizophoraceae – korzeniarowate                                                                        |
|  | |

|  | Erythroxylaceae – krasnodrzewowate |
|  |                                    |
|  | Rhizophoraceae – korzeniarowate    |
|  |                                    |

|  | Irvingiaceae – irwingiowate |
|  |                             |
|  | Pandaceae                   |
|  |                             |

|  | Clusiaceae – kluzjowate |
|  |                         |
|  | Bonnetiaceae            |
|  |                         |

|  | Calophyllaceae – gumiakowate                                                                   |
|  |                                                                                                |
|  | \| \| Hypericaceae – dziurawcowate \| \| \| \| \| \| Podostemaceae – zasennikowate \| \| \| \| |
|  |                                                                                                |
|  | Hypericaceae – dziurawcowate                                                                   |
|  |                                                                                                |
|  | Podostemaceae – zasennikowate                                                                  |
|  |                                                                                                |

|  | Hypericaceae – dziurawcowate  |
|  |                               |
|  | Podostemaceae – zasennikowate |
|  |                               |

|  | Clusiaceae – kluzjowate |
|  |                         |
|  | Bonnetiaceae            |
|  |                         |

|  | Calophyllaceae – gumiakowate                                                                   |
|  |                                                                                                |
|  | \| \| Hypericaceae – dziurawcowate \| \| \| \| \| \| Podostemaceae – zasennikowate \| \| \| \| |
|  |                                                                                                |
|  | Hypericaceae – dziurawcowate                                                                   |
|  |                                                                                                |
|  | Podostemaceae – zasennikowate                                                                  |
|  |                                                                                                |

|  | Hypericaceae – dziurawcowate  |
|  |                               |
|  | Podostemaceae – zasennikowate |
|  |                               |

|  | Clusiaceae – kluzjowate |
|  |                         |
|  | Bonnetiaceae            |
|  |                         |

|  | Calophyllaceae – gumiakowate                                                                   |
|  |                                                                                                |
|  | \| \| Hypericaceae – dziurawcowate \| \| \| \| \| \| Podostemaceae – zasennikowate \| \| \| \| |
|  |                                                                                                |
|  | Hypericaceae – dziurawcowate                                                                   |
|  |                                                                                                |
|  | Podostemaceae – zasennikowate                                                                  |
|  |                                                                                                |

|  | Hypericaceae – dziurawcowate  |
|  |                               |
|  | Podostemaceae – zasennikowate |
|  |                               |

|  | Clusiaceae – kluzjowate |
|  |                         |
|  | Bonnetiaceae            |
|  |                         |

|  | Calophyllaceae – gumiakowate                                                                   |
|  |                                                                                                |
|  | \| \| Hypericaceae – dziurawcowate \| \| \| \| \| \| Podostemaceae – zasennikowate \| \| \| \| |
|  |                                                                                                |
|  | Hypericaceae – dziurawcowate                                                                   |
|  |                                                                                                |
|  | Podostemaceae – zasennikowate                                                                  |
|  |                                                                                                |

|  | Hypericaceae – dziurawcowate  |
|  |                               |
|  | Podostemaceae – zasennikowate |
|  |                               |

|  | Ctenolophonaceae                                                                                       |
|  | |
|  | \| \| Erythroxylaceae – krasnodrzewowate \| \| \| \| \| \| Rhizophoraceae – korzeniarowate \| \| \| \| |
|  | |
|  | Erythroxylaceae – krasnodrzewowate                                                                     |
|  | |
|  | Rhizophoraceae – korzeniarowate                                                                        |
|  | |

|  | Erythroxylaceae – krasnodrzewowate |
|  |                                    |
|  | Rhizophoraceae – korzeniarowate    |
|  |                                    |

|  | Irvingiaceae – irwingiowate |
|  |                             |
|  | Pandaceae                   |
|  |                             |

|  | Clusiaceae – kluzjowate |
|  |                         |
|  | Bonnetiaceae            |
|  |                         |

|  | Calophyllaceae – gumiakowate                                                                   |
|  |                                                                                                |
|  | \| \| Hypericaceae – dziurawcowate \| \| \| \| \| \| Podostemaceae – zasennikowate \| \| \| \| |
|  |                                                                                                |
|  | Hypericaceae – dziurawcowate                                                                   |
|  |                                                                                                |
|  | Podostemaceae – zasennikowate                                                                  |
|  |                                                                                                |

|  | Hypericaceae – dziurawcowate  |
|  |                               |
|  | Podostemaceae – zasennikowate |
|  |                               |

|  | Clusiaceae – kluzjowate |
|  |                         |
|  | Bonnetiaceae            |
|  |                         |

|  | Calophyllaceae – gumiakowate                                                                   |
|  |                                                                                                |
|  | \| \| Hypericaceae – dziurawcowate \| \| \| \| \| \| Podostemaceae – zasennikowate \| \| \| \| |
|  |                                                                                                |
|  | Hypericaceae – dziurawcowate                                                                   |
|  |                                                                                                |
|  | Podostemaceae – zasennikowate                                                                  |
|  |                                                                                                |

|  | Hypericaceae – dziurawcowate  |
|  |                               |
|  | Podostemaceae – zasennikowate |
|  |                               |

|  | Clusiaceae – kluzjowate |
|  |                         |
|  | Bonnetiaceae            |
|  |                         |

|  | Calophyllaceae – gumiakowate                                                                   |
|  |                                                                                                |
|  | \| \| Hypericaceae – dziurawcowate \| \| \| \| \| \| Podostemaceae – zasennikowate \| \| \| \| |
|  |                                                                                                |
|  | Hypericaceae – dziurawcowate                                                                   |
|  |                                                                                                |
|  | Podostemaceae – zasennikowate                                                                  |
|  |                                                                                                |

|  | Hypericaceae – dziurawcowate  |
|  |                               |
|  | Podostemaceae – zasennikowate |
|  |                               |

|  | Clusiaceae – kluzjowate |
|  |                         |
|  | Bonnetiaceae            |
|  |                         |

|  | Calophyllaceae – gumiakowate                                                                   |
|  |                                                                                                |
|  | \| \| Hypericaceae – dziurawcowate \| \| \| \| \| \| Podostemaceae – zasennikowate \| \| \| \| |
|  |                                                                                                |
|  | Hypericaceae – dziurawcowate                                                                   |
|  |                                                                                                |
|  | Podostemaceae – zasennikowate                                                                  |
|  |                                                                                                |

|  | Hypericaceae – dziurawcowate  |
|  |                               |
|  | Podostemaceae – zasennikowate |
|  |                               |

Podział systematyczny rodziny
podrodzina Tristichoideae Engler
- Dalzellia Wight
- Indotristicha P. Royen
- Tristicha Thouars

podrodzina Weddellinoideae Engler
- Weddellina Tul.

podrodzina Podostemoideae Engler
- Angolaea Wedd.
- Apinagia Tul.
- Blandowia Willd.
- Butumia G. Taylor
- Castelnavia Tul. & Wedd.
- Ceratolacis (Tul.) Wedd.
- Cipoia Philbrick et al.
- Cladopus H. Möller
- Diamantina A. Novelo et al.
- Dicraeanthus Engl.
- Diplobryum C. Cusset
- Djinga C. Cusset
- Endocaulos C. Cusset
- Farmeria Willis ex Trimen
- Hanseniella C. Cusset
- Hydrobryopsis Engl.
- Hydrobryum Endl.
- Jenmaniella Engl.
- Ledermanniella Engl.
- Leiothylax Warm.
- Letestuella G. Taylor
- Lonchostephus Tul.
- Lophogyne Tul.
- Macarenia P. Royen
- Macropodiella Engl.
- Maferria C. Cusset
- Malaccotristicha C. Cusset & G. Cusset
- Marathrum Humb. & Bonpl.
- Monostylis Tul.
- Mourera Aubl.
- Oserya Tul. & Wedd.
- Paleodicraeia C. Cusset
- Podostemum Michx.
- Polypleurum (Tul.) Warm.
- Rhyncholacis Tul.
- Saxicolella Engl.
- Sphaerothylax Bisch. ex C. Krauss
- Stonesia G. Taylor
- Synstylis C. Cusset
- Thelethylax C. Cusset
- Torrenticola Domin
- Tulasneantha P. Royen
- Vanroyenella A. Novelo & Philbrick
- Wettsteiniola Suess.
- Willisia Warm.
- Winklerella Engl.
- Zehnderia C. Cusset
- Zeylanidium (Tul.) Engl.